# Albert Balchen
Albert Balchen, född 22 oktober 1874 i Vestre Aker, död 11 juni 1940, var en norsk jurist och nationalekonom. Han var son till Fredrik Glad Balchen.
Balchen blev juris kandidat 1899 och høyesterettsadvokat 1910. Han blev filosofie doktor 1907 på avhandlingen Læren om den gunstige og ugunstige Handelsbalance (i "Statsøkonomisk Tidsskrift" och separat, samma år). Han deltog ofta i den offentliga diskussionen om politiska och ekonomiska frågor, bland annat med avhandlingarna Ministeriet Hagerup og unionspolitikken (1903) och Om det teoretiske grundlag for nutidens toldpolitik (i "Statsøkonomisk Tidsskrift" 1908) förutom talrika inlägg om tull- och handelspolitiska reformer i dagspressen, främst i "Verdens Gang", vars styrelse han från 1910 tillhörde. Han var 1908–12 ordförande i Polyteknisk Forenings nationalekonomiska grupp och från 1911 sekreterare i De norske Exportnæringers Landsforbund, stiftat samma år.